# بريما سيساي
بريما سيساي (بالإنجليزية: Brima Sesay)‏ هو لاعب كرة قدم سيراليوني في مركز حراسة المرمى، ولد في 27 يناير 1981 في كينيما في سيراليون، وتوفي في 4 أبريل 2009. شارك مع منتخب سيراليون لكرة القدم. أما مع النوادي، فقد لعب مع نادي بورتس أوثوريتي.

## وصلات خارجية
- بريما سيساي على موقع قاعدة بيانات كرة القدم.إي يو (الإنجليزية)
- بريما سيساي على موقع ناشيونال فوتبول تيمز (الإنجليزية)